# Coelioxys gallardoi
Coelioxys gallardoi är en biart som beskrevs av Holmberg 1916. Coelioxys gallardoi ingår i släktet kägelbin, och familjen buksamlarbin. Inga underarter finns listade i Catalogue of Life.